# 広小路通 (名古屋市)

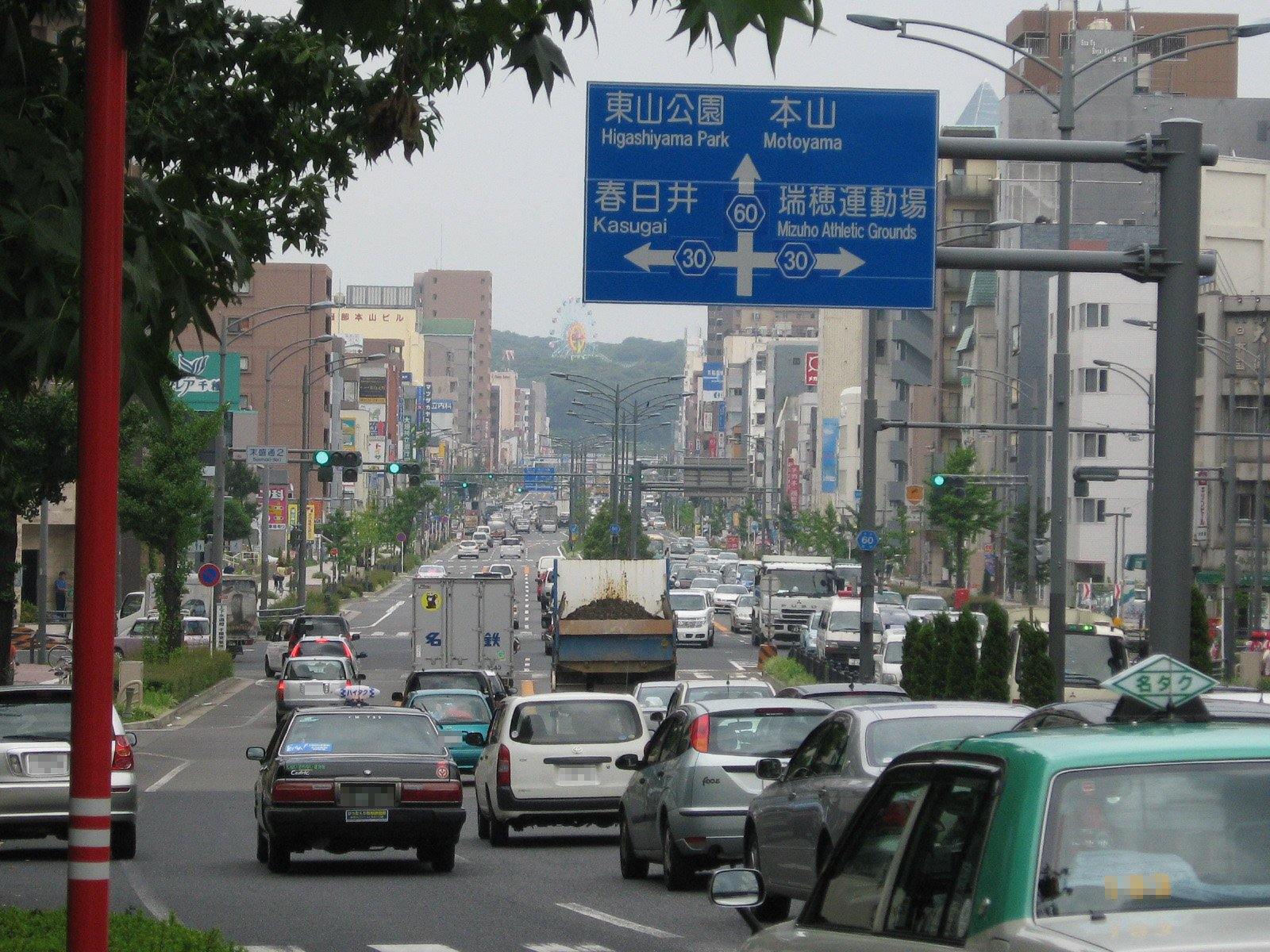
広小路通（千種区の末盛通2丁目交差点付近にて）

広小路通（ひろこうじどおり）は、名古屋市内にある大通りの一つで、中村区名駅南の笹島交差点から千種区東山通の東山公園前交差点（名古屋市営地下鉄東山線の東山公園駅）まで市内を東西に横断する道路（愛知県道60号名古屋長久手線の名古屋市内中心部区間）であり、名古屋を代表するメインストリートである。
一部区間では、沿線の町名にちなんで「覚王山通」や「末盛通」と呼ばれることがある。東山公園前交差点より東側は「東山通」と呼ばれ、東名高速道路名古屋インターチェンジなどを経て長久手市との境界に至る。起点から千種区池下までは名古屋市道錦通が北側に並行している。錦通との並行区間には地下鉄の駅（伏見駅・栄駅・今池駅・池下駅のみ）出入口があるが、この道路の下を地下鉄は通っていない。一方で本路線の東山丘陵を通る区間でもある東山線覚王山駅から東山公園駅まではこの道路の下を通る。

## 由来
名古屋のメインストリート広小路通は、もともと清洲越しの際に碁盤割南端に敷設され、当初は堀切筋と呼ばれていた。また、当初は東西で久屋町 - 長者町間しかなかった。その後、1660年（万治3年）正月、名古屋城下の半分を焼き尽くした万治の大火（左義長火事）が起き、これを機に、道幅が3間（約5.5m）から約15間（約27.27m）に広げられた。これにより、広小路と呼ばれるようになった。この際に広小路の中央部を掘って堀川と繋ぐ運河の計画が立てられたが、実行には移されなかった。
現在では名古屋市中心部と名古屋市の東の玄関口である東名高速道路の名古屋インターチェンジを、そしてさらに東のグリーンロードを経由して日進市北部や瀬戸市南部、豊田市北部方面などを繋ぐ東西の大動脈として機能する目抜き通りとなっている。

## 名称
広小路通は場所によって様々な呼び名がある。
| 西端           | 東端               | 呼称                                       |
| -------------- | ------------------ | ------------------------------------------ |
| 名古屋駅       | 池下駅周辺         | 広小路通（名古屋市中村区・中区・千種区）   |
| 池下駅周辺     | 覚王山駅周辺       | 覚王山通（名古屋市千種区）                 |
| 覚王山駅周辺   | 本山駅周辺         | 末盛通（名古屋市千種区）                   |
| 東山公園駅周辺 | 「大久田東」交差点 | 東山通（名古屋市千種区・名東区・長久手市） |

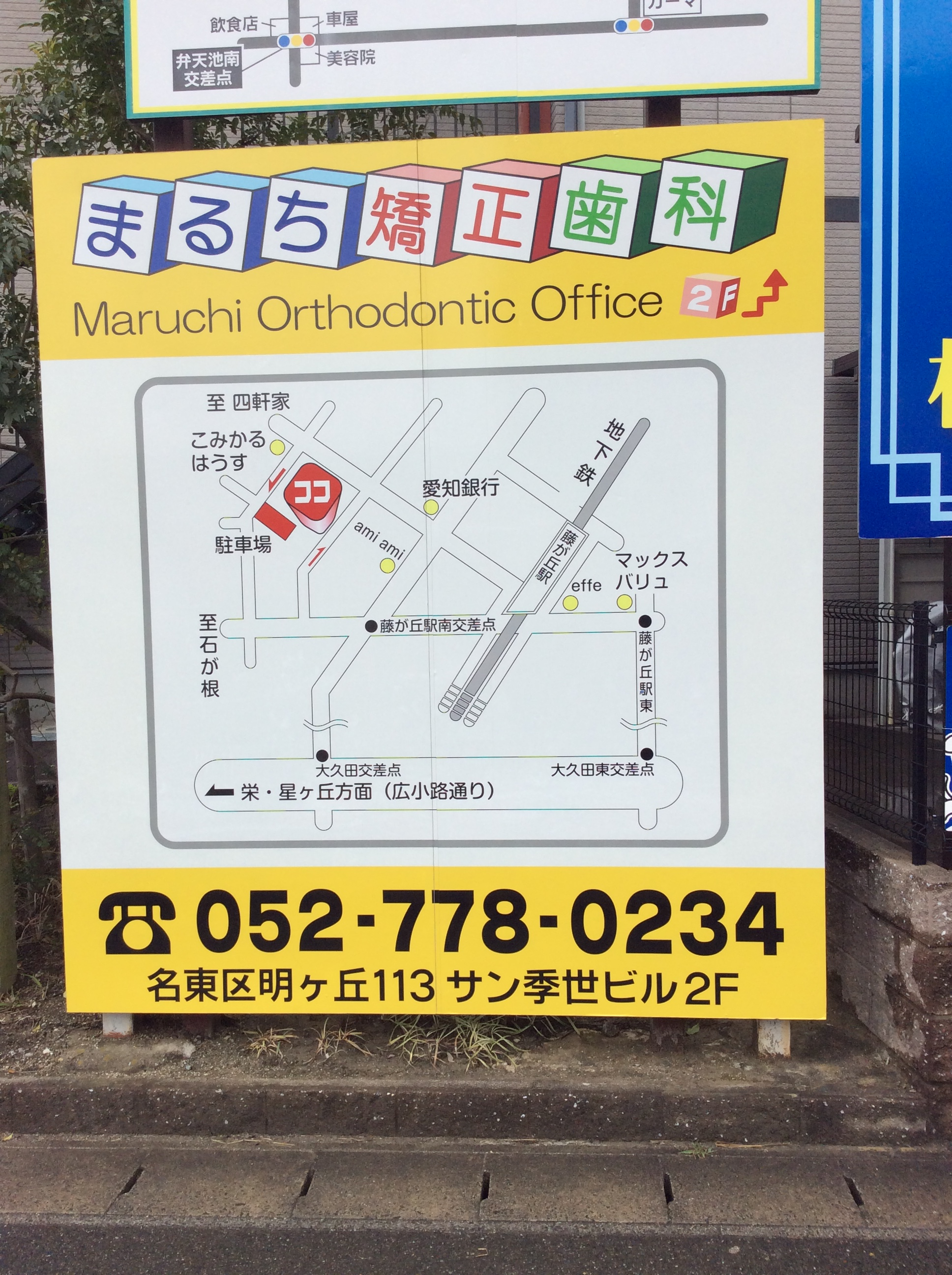
日進市の某所にある名東区の歯科医院の広告。東山通（グリーンロード）と呼ばれる区間を広小路通と呼んでいる例。

東山通から県道名古屋長久手線に変わる場所は市民の間で一定せず、星ヶ丘駅周辺・上社駅または本郷駅周辺・長久手市内などまちまちである。また、上記を使わず全体（あるいは名古屋駅より東側）を「広小路通」及び「東山通」と呼ぶことも多い。また「東山通」の呼称を使わずに「広小路通」「グリーンロード」と呼ぶ事例も主に名東区や長久手市で見られる。ごく稀に、名古屋市中心部 - 長久手市を東西に貫く大通りの総称として、長久手市の杁ヶ池交差点より東の愛知県道6号力石名古屋線も含めて「広小路通」と呼ぶことがある。
別称としては名東区東部（特に名古屋ICより東）や長久手市付近では主に豊田市・足助方面に向かう東向き車線を「グリーンロード」と呼称する住民もいる（名古屋ICより東を「グリーンロード」と呼んでいる例）。

## 交差する道路

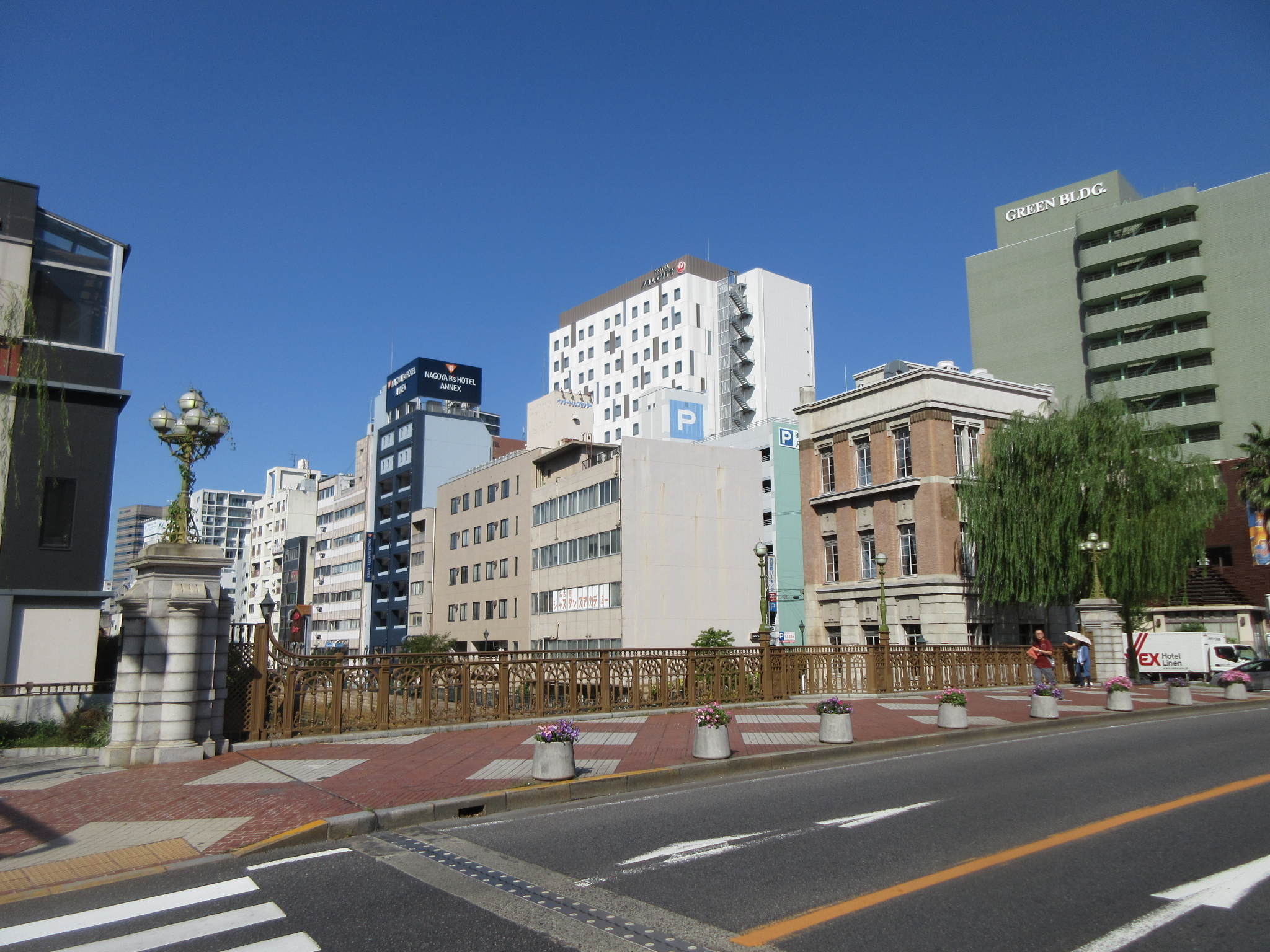
堀川にかかる納屋橋

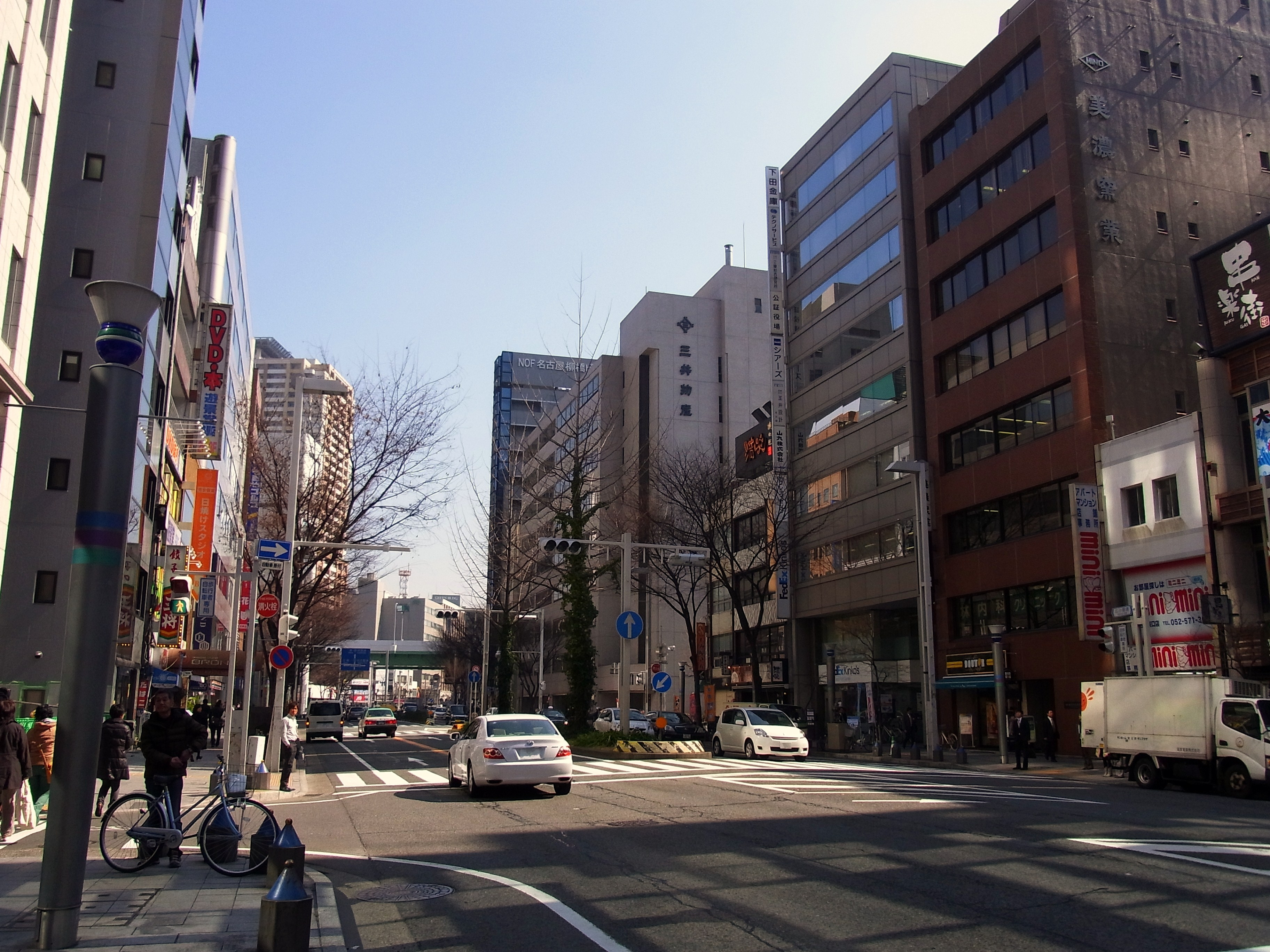
中村区名駅4丁目

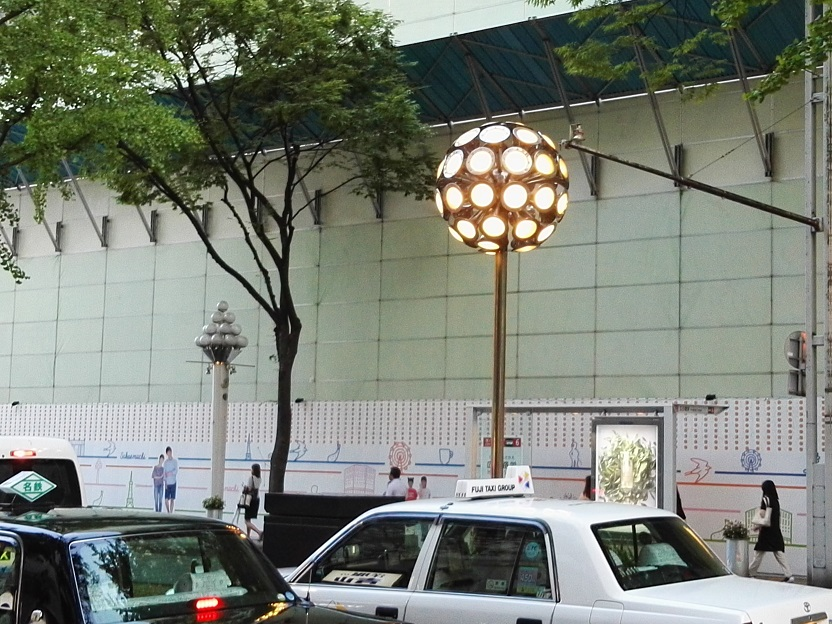
広小路通のネギ坊主

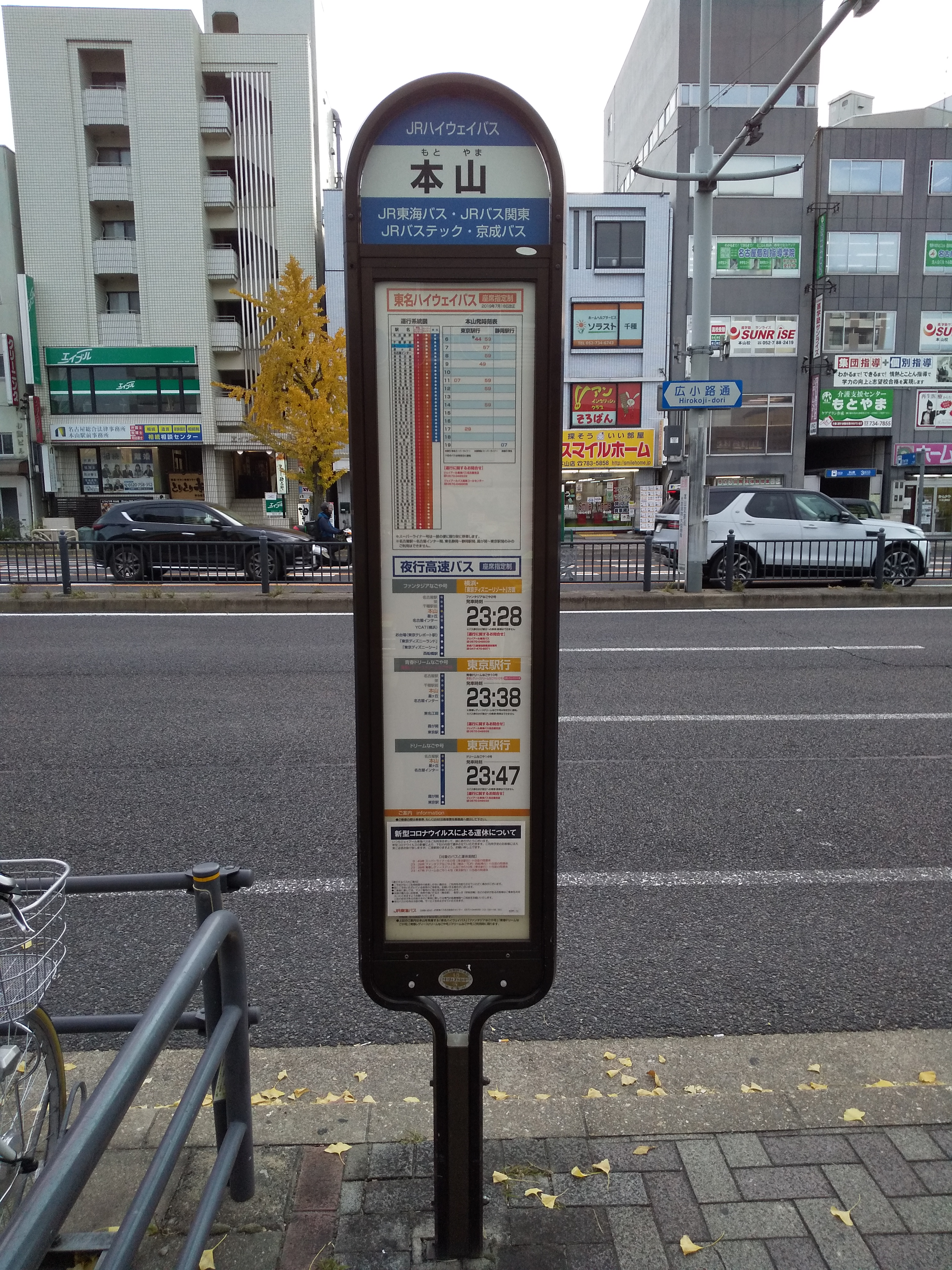
本山交差点付近の広小路通

| 交差する道路                         | 交差する場所 | 交差する場所 | 交差する場所                          |
| ------------------------------------ | ------------ | ------------ | ------------------------------------- |
| 津島方面                             |              |              |                                       |
| 愛知県道68号名古屋津島線（太閤通）   | 中村区       | 名駅南       | 笹島交差点                            |
| 名古屋市道愛知名駅南線（名駅通）     | 中村区       | 名駅南       | 笹島交差点                            |
| 名古屋市道江川線（江川線）           | 中村区       | 名駅南       | 柳橋交差点                            |
| 国道19号・22号（伏見通）             | 中区         | 栄           | 広小路伏見交差点                      |
| 名古屋市道本町線（本町通）           | 中区         | 栄           | 広小路本町交差点                      |
| 大津通                               | 中区         | 栄           | 栄交差点                              |
| 久屋大通                             | 中区         | 栄           | 広小路久屋西交差点 広小路久屋東交差点 |
| 名古屋市道堀田高岳線（空港線）       | 中区         | 新栄         | 東新町交差点                          |
| 国道153号（葵町線）                  | 中区         | 新栄         | 広小路葵交差点                        |
| 名古屋市道赤萩町線                   | 中区         | 新栄         | 千郷町交差点                          |
| 名古屋市道名古屋環状線（環状線）     | 千種区       | 今池         | 今池交差点                            |
| 愛知県道30号関田名古屋線             | 千種区       | 末盛通       | 末盛通交差点                          |
| 山手グリーンロード                   | 千種区       | 本山         | 本山交差点                            |
| 愛知県道60号名古屋長久手線（東山通） | 千種区       | 東山通       | 東山公園口西交差点                    |
| 長久手方面                           |              |              |                                       |

## 交通量
- 名古屋市千種区東山通二丁目：44,073台（2005年度）[WEB 2]

## 備考

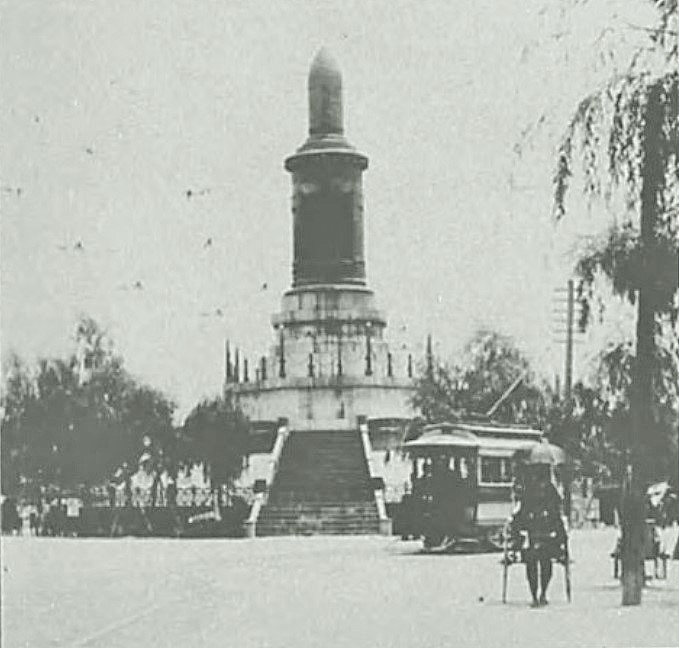
広小路通にあった日清戦争戦没軍人慰霊のための記念塔（日泰寺に移築）。砲弾を模した塔と戦利品の銃砲による柵

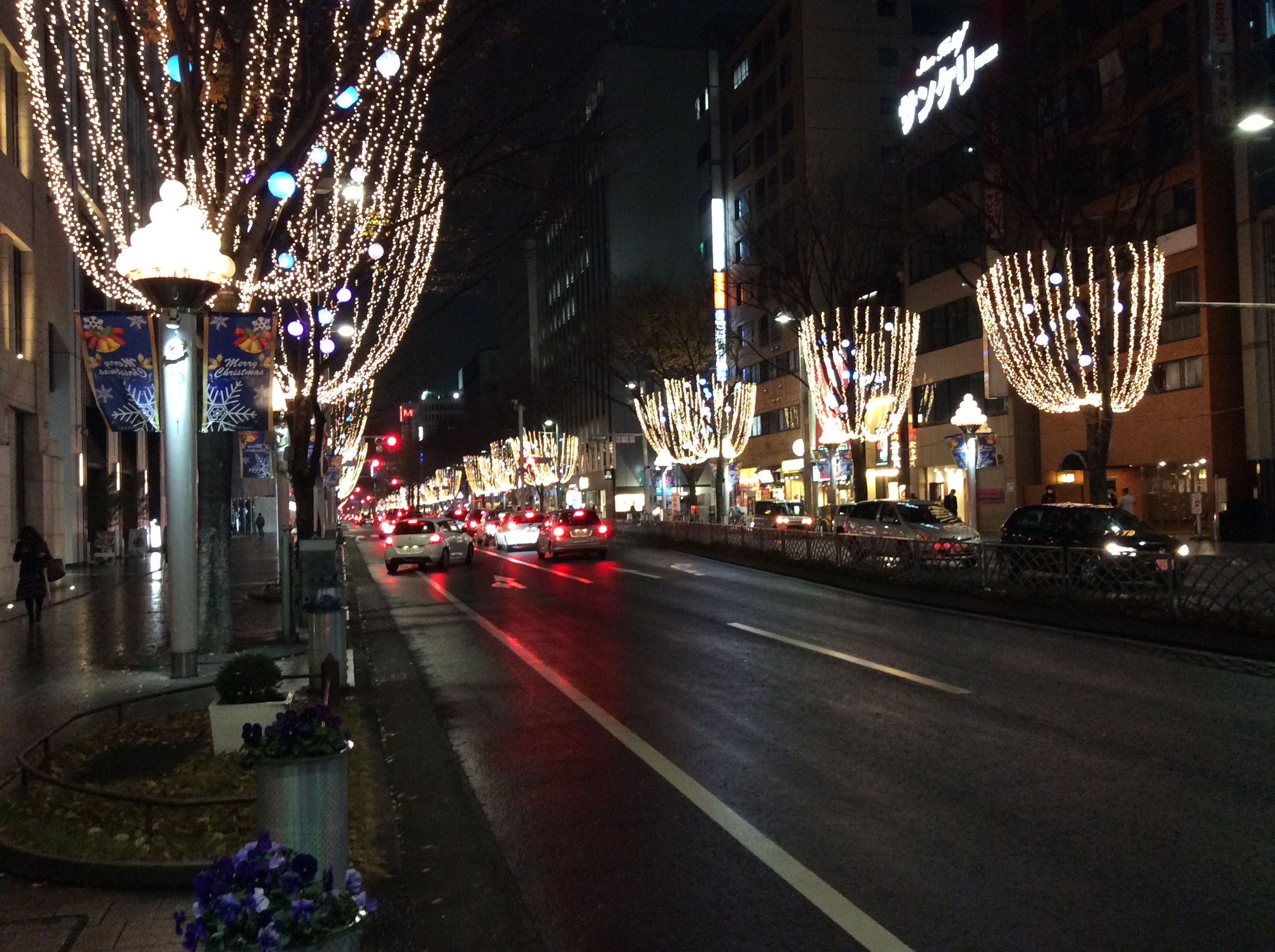
毎年10月末前後 - 翌年1月中旬前後に行われる広小路通のイルミネーション

明治時代、日露戦争戦勝記念として現在の広小路本町交差点付近に広小路凱旋門が建設された。
名古屋まつりの郷土英傑行列及び、中日ドラゴンズの優勝パレードは名駅前の笹島交差点から栄の広小路久屋東交差点までの区間を通行する。 
1989年開催の世界デザイン博覧会を契機に、電線類地中化がなされた。
大正から昭和初期にかけて、広小路通の納屋橋付近を散策することを銀ブラになぞらえて広ブラと称していたが、高度経済成長期に沿道に数多く存在した屋台が姿を消したのに伴って死語となった。しかし近年、沿道の商店街を中心に行政が協力し、その復活に向けた取り組みが行われている。
平成5年度手づくり郷土賞（出会いを演出する街角）受賞。
2007年8月26日の中日新聞朝刊によると、広小路伏見交差点（伏見通（国道19号）との交差点）より栄交差点（大津通との交差点）まで約800メートル区間を現行の車道4車線から2車線削り、遊歩道を増幅するという市の計画案が掲載された。増幅部には人工河川を流しヒートアイランド現象を防ぐ効果が期待されるが、年中混雑の激しい地域なだけに、近隣道路への影響が懸念されており、現在の計画は凍結状態のままである。
毎年10月下旬前後 - 翌年1月中旬前後にかけて、中村区の笹島交差点 - 中区の広小路葵交差点の区間が、イルミネーションで彩られる。
本路線のうち、中村区の笹島交差点 - 柳橋交差点と、中区の広小路本町交差点 - 東新町交差点は、名古屋市に4ヶ所ある路上禁煙地区に指定されている。

## 沿線の主な施設

### 中村区
- 名鉄百貨店本店
- 名鉄バスセンター
- ヤマダデンキLABI名古屋
- 名古屋三井ビルディング
- 名古屋モード学園・モード学園スパイラルタワーズ
- 堀川（納屋橋）
  - 中村区 - 中区境

### 中区
- テラッセ納屋橋
- ヤマハ名古屋ビル[注釈 15]
  - 名古屋ヤマハホール（旧広小路ヤマハホール）
- 名古屋東宝ビル（名宝会館跡）
  - リッチモンドホテル名古屋納屋橋
- 新名古屋ミュージカル劇場
- 読売新聞中部支社
- 名古屋朝日会館
  - 朝日新聞名古屋本社
  - ヒルトン名古屋
- 名古屋観光ホテル
- 伏見ミリオン座
- 御園座
- 日土地名古屋ビル
- NTTデータ伏見ビル
- 電気文化会館
  - でんきの科学館
- 三菱UFJ銀行名古屋営業部・東海公務部・名古屋中央支店
- Maruei Galleria
- 名古屋栄三越（オリエンタルビル）[注釈 16]
  - ラシック
- サカエチカ
- 中日ビル
- 中区役所
- 宗次ホール
- 名古屋東急ホテル
- 中部日本放送
  - CBCテレビ
  - CBCラジオ
- 雲竜FLEXビル
  - クラブダイアモンドホール
- アクシオス千種
- 千種橋（JR中央本線跨線橋）
  - 中区 - 千種区境

### 千種区
- JR中央本線 千種駅
- 河合塾本部
- 千種郵便局
- 千種区役所
- 千種警察署
- 名古屋市消防局 千種消防署覚王山出張所
- 愛知学院大学末盛キャンパス
- 愛知学院大学楠元キャンパス
- 名古屋市立東山小学校
- 名古屋市消防局 千種消防署東山出張所
- 東山公園
  - 東山動植物園

※ 名古屋市営地下鉄東山線 東山公園駅より東は東山通を参照。